# Lampyroidea maculata
Lampyroidea maculata là một loài bọ cánh cứng trong họ Đom đóm (Lampyridae). Loài này được Geisthardt miêu tả khoa học năm 2004.